# Somatogamia
Somatogamia – typ rozmnażania płciowego polegający na łączeniu się dwóch haploidalnych, jednojądrowych strzępek, ale zróżnicowanych płciowo na dwa typy oznaczane jako (+) i (–) (heterotalizm). Somatogamia to prosty sposób rozmnażania płciowego, odbywający się bez tworzenia specjalnych do tego struktur – plemni i lęgni. Jest charakterystyczna dla grzybów należących do klas podstawczaków (Basidiomycota) i skoczkowców (Chytridiomycota). Odbywa się w ten sposób, że dwie tego typu zróżnicowane płciowo i jednojądrowe strzępki zlewają się i powstaje strzępka dwujądrowa, posiadającą parę jąder sprzężonych. Tak powstała strzępka dzieli się mitotycznie tworząc rozległą grzybnię.